# Леший (батальон)
Батальон «Леший» — пророссийское вооруженное формирование, появившееся в апреле 2014 года на территории Луганской области и принявшее активное участие в войне на Донбассе.
Первым командиром и основателем батальона был Алексей Павлов. Штаб-квартирой формирования стало бывшее здание СБУ в Луганске. Костяк отряда составили выходцы из Стаханова. Особенностью батальона было тесное взаимодействие с министром обороны ДНР Игорем Стрелковым. Одной из успешных акций отряда является засада 16 июня 2014 года против украинского батальона Айдар в районе города Счастье. К сентябрю 2014 года батальон состоял из 800 бойцов.
В ноябре батальон влился в состав народной милиции ЛНР.